# Монигалл
Монигалл (англ. Moneygall; ирл. Muine Gall, «чаща чужаков») — деревня в Ирландии, находится в графстве Оффали (провинция Ленстер) у трассы N7. Прапрапрадед президента Барака Обамы, Фулмот Кирни (Fulmoth Kearney), родился здесь, и в возрасте 19 лет, в 1850 году, эмигрировал в Индиану. Местные жители написали в честь этого юмористическую песню There’s No One as Irish as Barack O’Bama. 23 мая 2011 года Обама с женой посетил Монигалл.

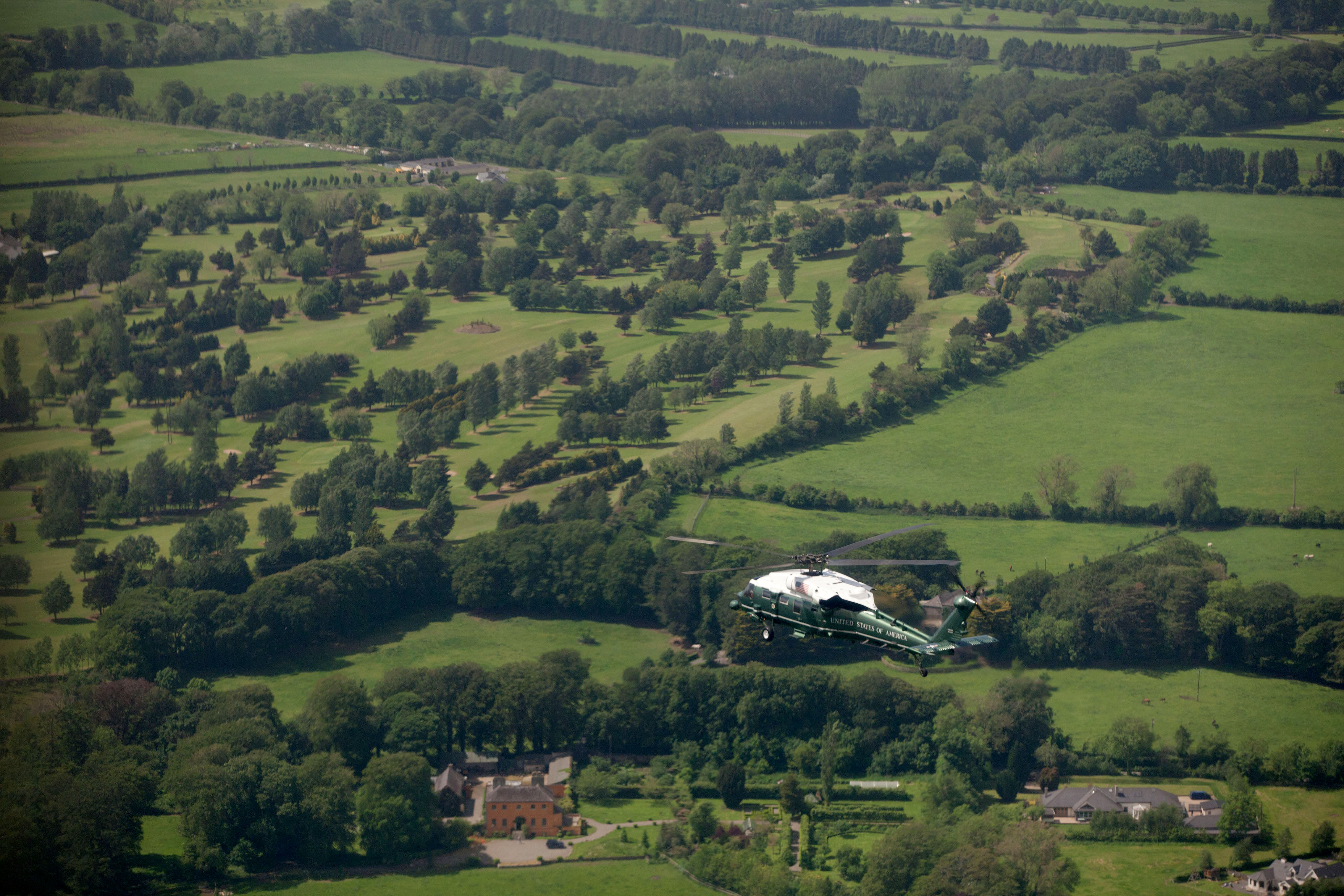
Вертолёт президента подлетает к деревне
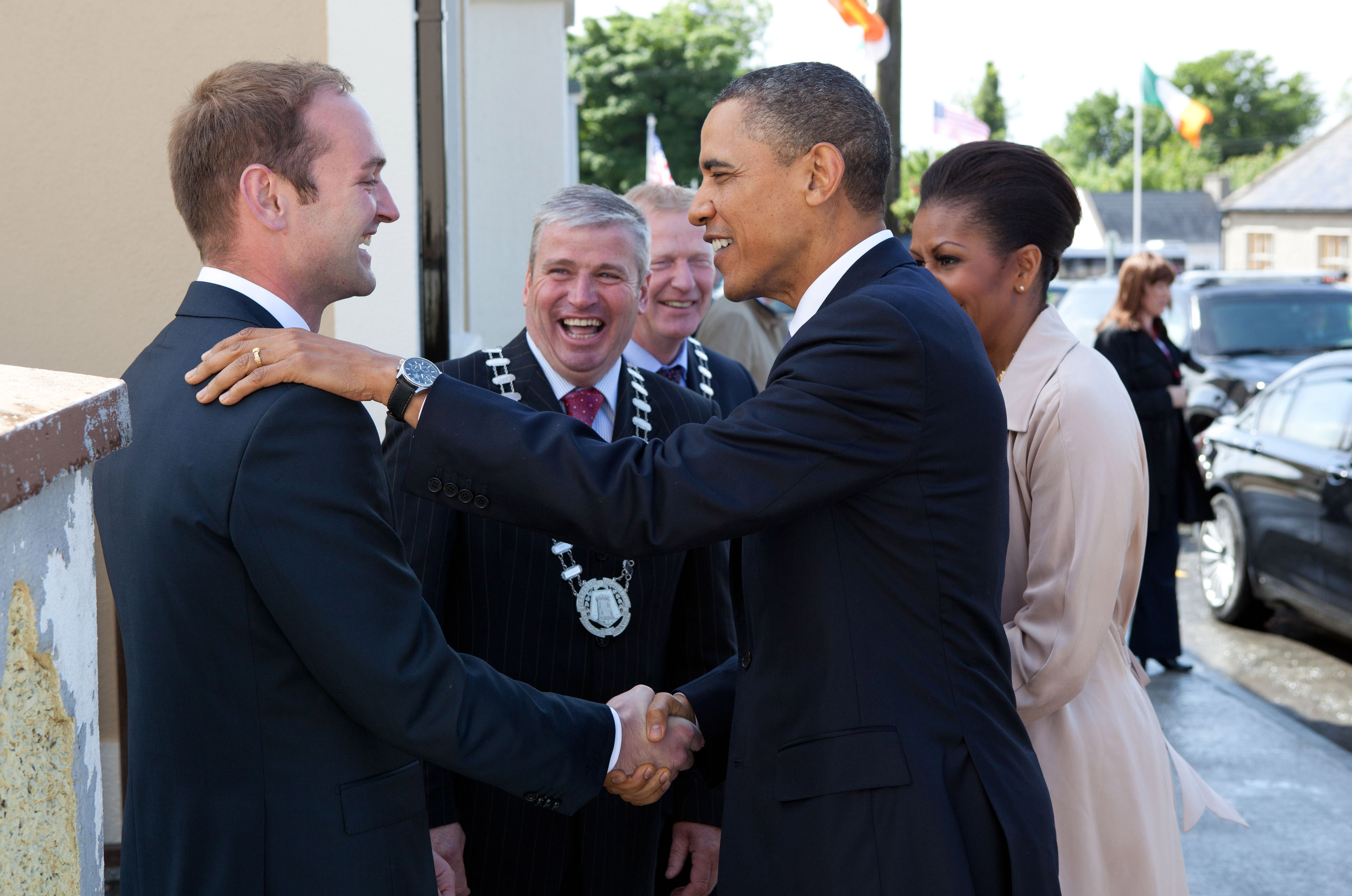
Встреча Барака Обамы с его ирландским кузеном
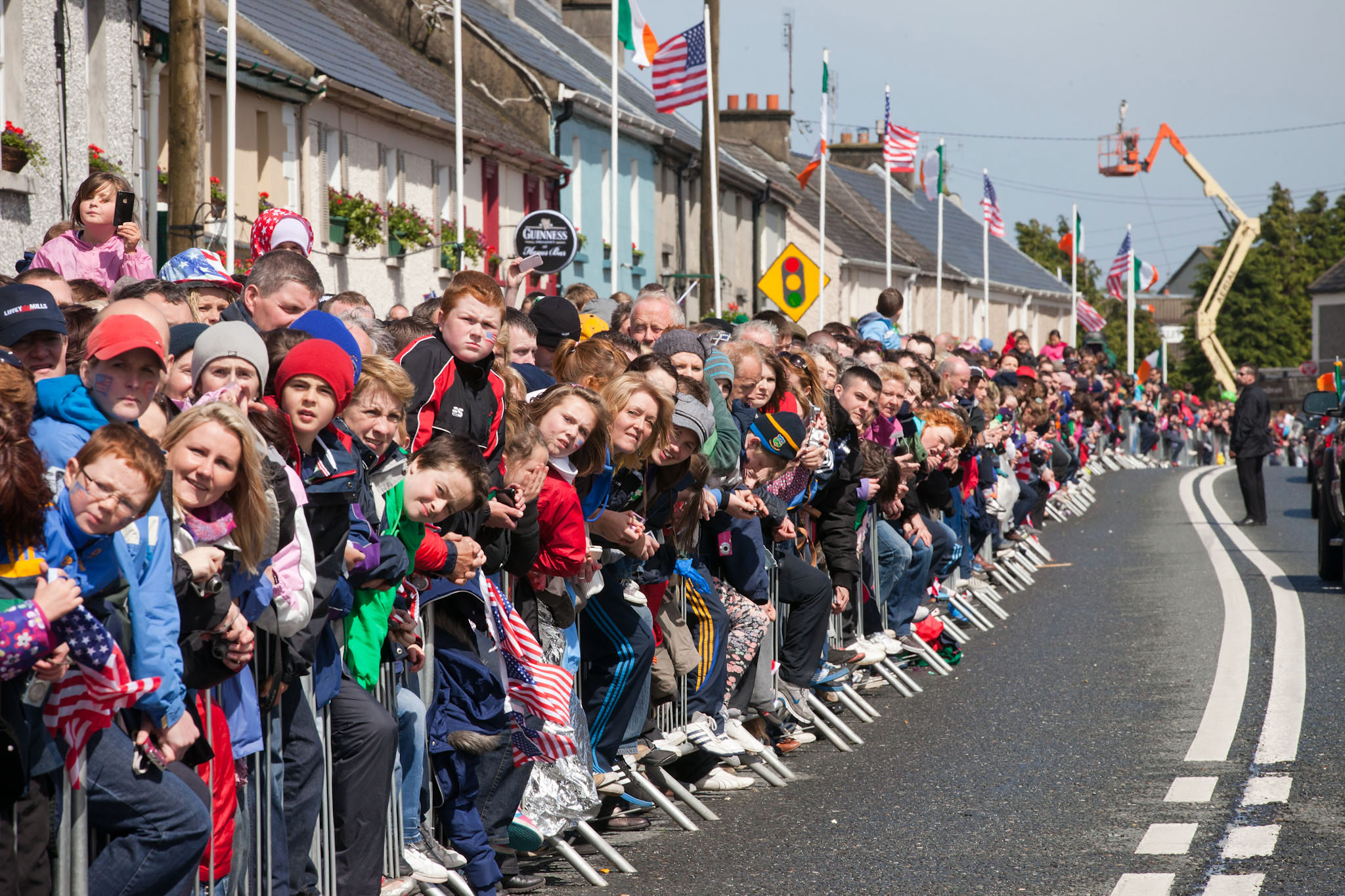
Толпа встречает Обаму в Монигалле
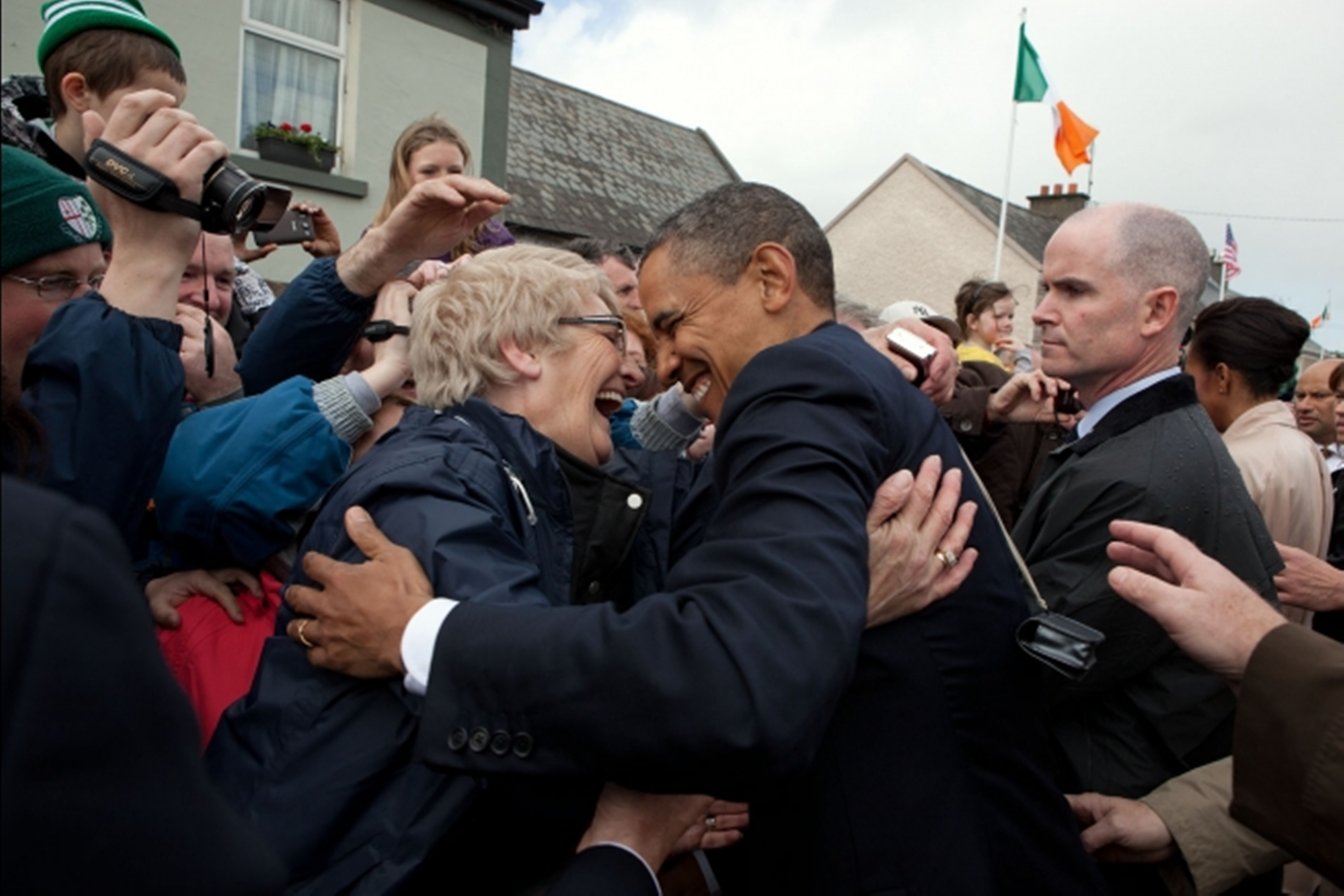
Приветствие
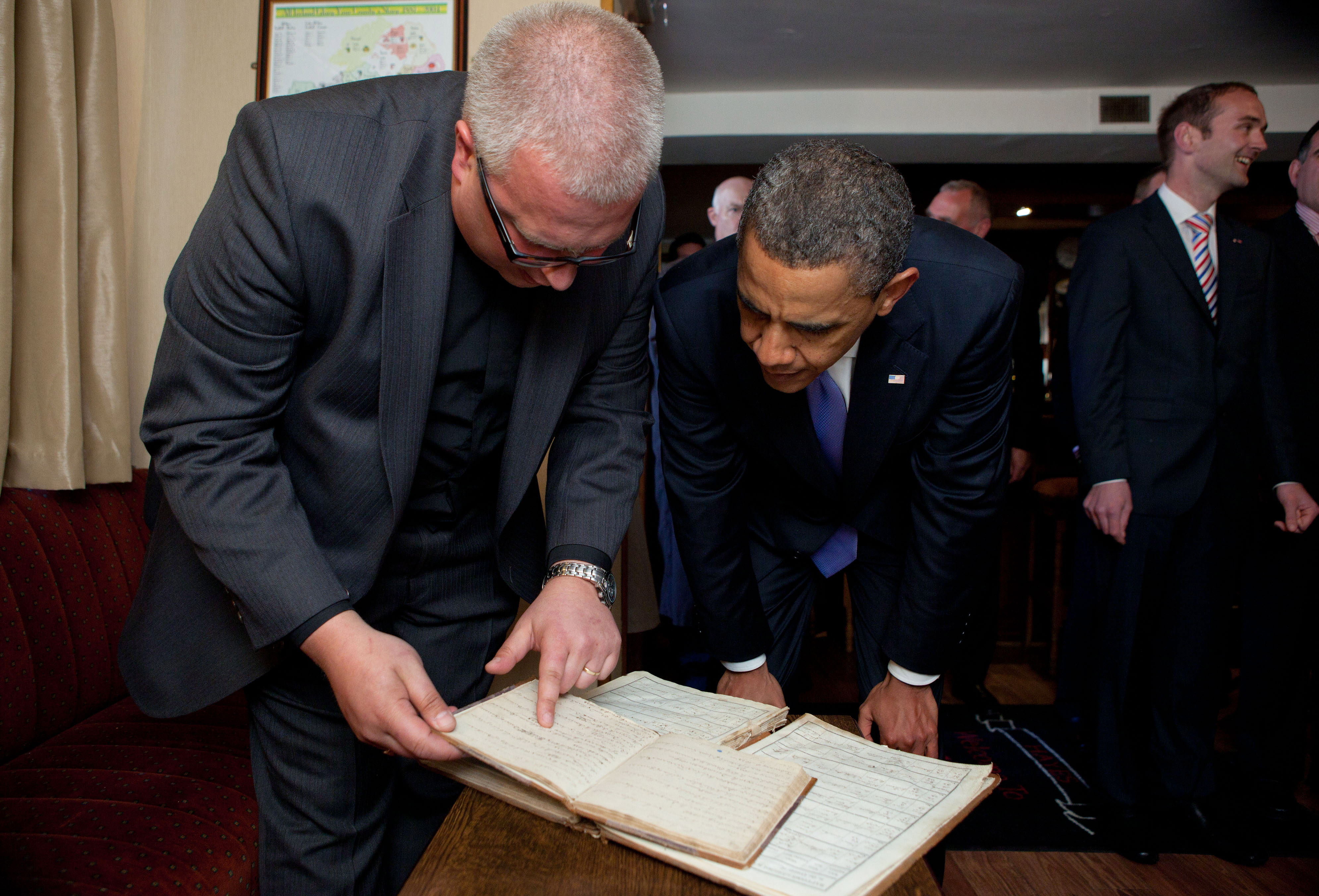
Президенту показывают записи о его происхождении
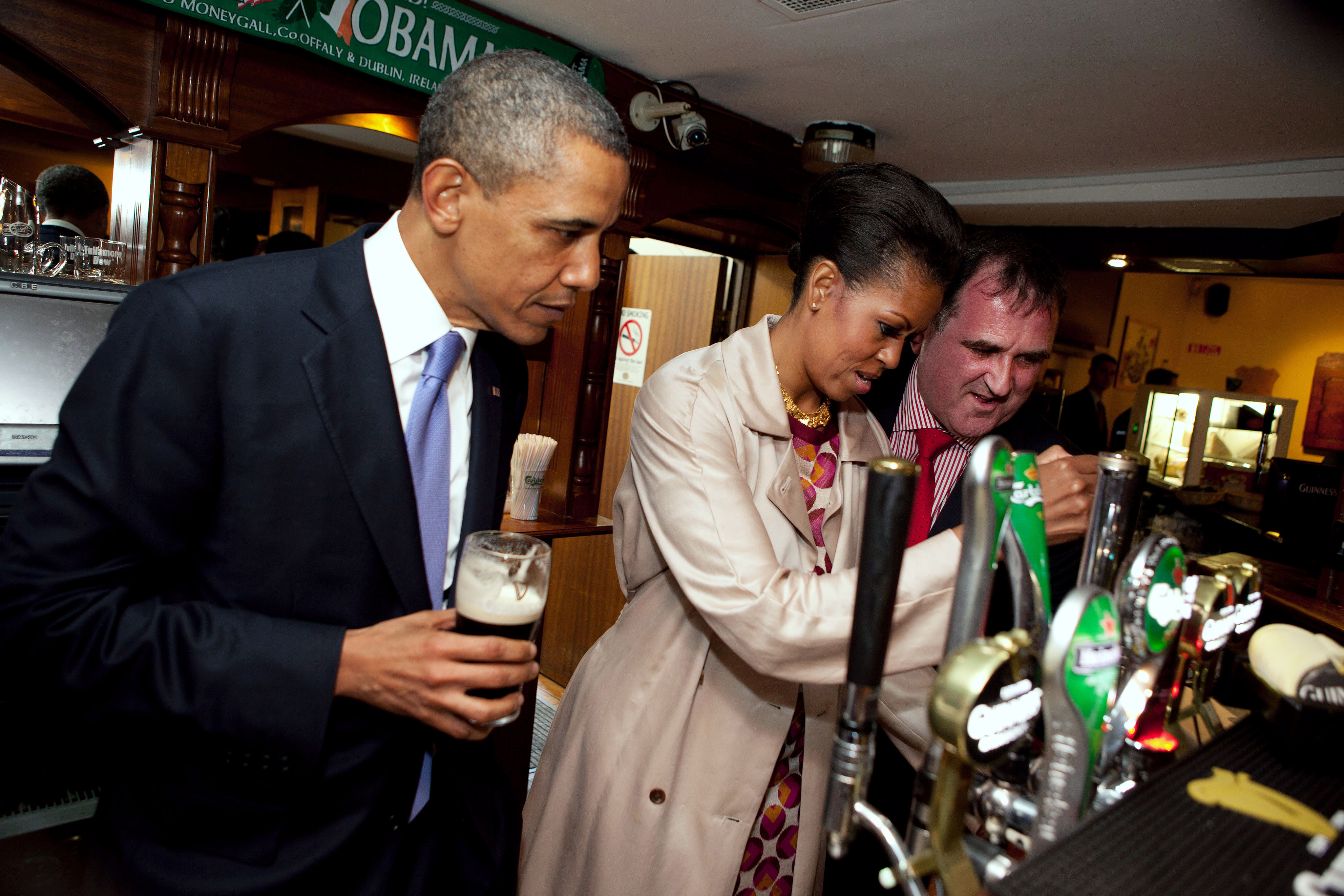
Президент выпил стаута, произнеся традиционный тост sláinte, а Мишель Обаму научили наливать пинту

## Демография
Население — 298 человек (по переписи 2006 года). В 2002 году население составляло 291 человек.
Данные переписи 2006 года:
| Общие демографические показатели |               |                               |                               |      |      |
| Всё население                    | Всё население | Изменения населения 2002—2006 | Изменения населения 2002—2006 | 2006 | 2006 |
| 2002                             | 2006          | чел.                          | %                             | муж. | жен. |
| 291                              | 298           | 7                             | 2,4                           | 155  | 143  |